# Сборная Реюньона по футболу (до 20 лет)
Сборная Реюньона по футболу до 20 лет — национальная команда, представляющая остров Реюньон, заморский департамент Франции. Организатором команды выступала Реюньонская лига футбола, являющаяся ассоциированным членом КАФ без членства в ФИФА. Футболисты из Реюньона в возрасте 20 лет и младше приняли участие в четырёх отборочных кампаниях к молодёжному Кубку африканских наций.

## История
Впервые сборная Реюньона до 20 лет выступила на международном уровне в рамках отборной кампании к молодёжному чемпионату Африки 1997 года. Стартовые игры в рамках первого раунда завершились поражением от Зимбабве (0:7).
Следующие отборочные турниры Реюньон начинал с поражений, уступив в квалификации к турниру 1999 года — Мозамбику (5:6), а в квалификации 2001 года — Мадагаскару (1:2).
Затем команда взяла перерыв и вернулась на всеафриканский уровень к отборочному этапу турнира 2009 года. Кампанию Реюньон начал с победы над Мозамбиком (4:3), а затем вылетел после встречи с ЮАР (2:8). В 2018 году команда должна была сыграть на чемпионате КОСАФА для игроков до 20 лет, но в итоге снялась с турнира из-за того, что Реюньонская лига футбола не смогла организовать перелёт футболистов в Замбию.

## Статистика

### Квалификация на КАН
| Год       | Этап           | И              | В              | Н              | П              | ГЗ             | ГП             |
| --------- | -------------- | -------------- | -------------- | -------------- | -------------- | -------------- | -------------- |
| 1979-1995 | не участвовала | не участвовала | не участвовала | не участвовала | не участвовала | не участвовала | не участвовала |
| 1997      | первый раунд   | 2              | 0              | 0              | 2              | 0              | 7              |
| 1999      | предв. раунд   | 2              | 0              | 1              | 1              | 5              | 6              |
| 2001      | предв. раунд   | 2              | 1              | 0              | 1              | 1              | 2              |
| 2003-2007 | не участвовала | не участвовала | не участвовала | не участвовала | не участвовала | не участвовала | не участвовала |
| 2009      | первый раунд   | 4              | 1              | 2              | 1              | 6              | 11             |
| 2011-2025 | не участвовала | не участвовала | не участвовала | не участвовала | не участвовала | не участвовала | не участвовала |
| Всего     | Всего          | 10             | 2              | 3              | 5              | 12             | 26             |

### Соперники
| Соперник   | И  | В | Н | П | ГЗ | ГП |
| ---------- | -- | - | - | - | -- | -- |
| Зимбабве   | 2  | 0 | 0 | 2 | 0  | 7  |
| Мозамбик   | 4  | 1 | 2 | 1 | 9  | 9  |
| Мадагаскар | 2  | 1 | 0 | 1 | 1  | 2  |
| ЮАР        | 2  | 0 | 1 | 1 | 2  | 8  |
| Итого      | 10 | 2 | 3 | 5 | 12 | 26 |